# Anderson de Lima Freitas
Anderson De Lima Freitas, född 12 januari 1979 i Natal, Rio Grande do Norte, Brasilien, är en brasiliansk före detta fotbollsspelare.
Anderson har bland annat spelat i klubben Panathinaikos mellan 2005-2006 och spelade innan det i Chalkidona.